# Rodolfo Doni

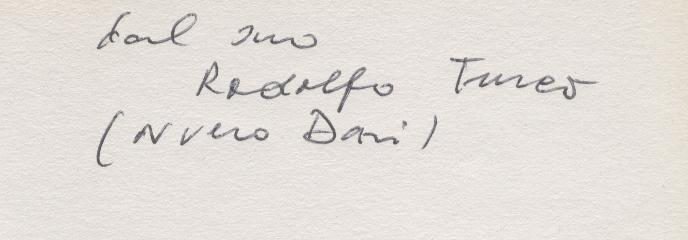
Autografo dello scrittore Rodolfo Doni che utilizza anche il suo cognome originale (Turco)

Rodolfo Doni, pseudonimo di Rodolfo Turco (Pistoia, 20 marzo 1919 – Firenze, 2 ottobre 2011), è stato uno scrittore e banchiere italiano ritenuto uno dei più rappresentativi scrittori di ispirazione cattolica.

## Biografia
Pubblica i primi libri negli anni cinquanta. Nel 1974 è selezionato al premio Campiello per il libro Muro d'ombra, che vince il premio "Giuria dei letterati". Il suo romanzo maggiore resta La doppia vita, uscito nel 1980, grande affresco epocale.
Amava definirsi "autodidatta", e diceva di avere due anime: quella letteraria e quella spirituale-religiosa. Aveva trovato la fede in guerra, durante il lungo ricovero in un ospedale militare. Cattolico politicamente e socialmente impegnato, considerava fondamentale nella sua formazione la figura di Giorgio La Pira, che definiva «profeta di pace e civiltà cristiana».
Tra le opere più sofferte e meditate, Colloquio con Lorenzo (1993) e Dialogo sull'Aldilà (1998), dedicate al figlio Lorenzo, morto a ventidue anni in un incidente stradale, mentre si recava a Taizé  presso la comunità di Frère Roger.
Doni fondò nel 1962 il Premio letterario isola d'Elba.

## Riconoscimenti
- Premio selezione Campiello (1974) per Muro d'ombra[5]
- Premio Estense (selezione)[6]
- La Regione Toscana gli conferisce nel 2007 il premio alla carriera "Scrittore toscano dell'anno".
- Premio Letterario Basilicata 1993 per Un filo di voce[7]
- Premio Chianti 2010

## Opere
- La traversata, Fussi, 1949
- Società anonima. Racconti, prefazione di Giorgio Luti, L. Landi, 1957
- Sezione Santo Spirito, Vallecchi, 1958
- Fuori gioco, Vallecchi, 1962
- Faccia a faccia, Casini, 1964
- La provocazione, Vallecchi, 1967
- I numeri, Vallecchi, 1969
- Passaggio del fronte. Diario di un cinquantenne, Vallecchi, 1971
- Le strade della città. Diario di un cinquantenne, Vallecchi, 1973
- Muro d'ombra, Rusconi, 1974
- Giorno segreto, Rusconi, 1976
- Se no, no, Rusconi, 1978
- La doppia vita. Romanzo di un'epoca, Rusconi, 1980
- Il senatore Mazzoni, Rusconi, 1981
- Servo inutile, Rusconi, 1982
- Memoria per un figlio, Rusconi, 1983
- Legame profondo, Rusconi, 1984
- Međugorje. L'avventura di un incredulo di fronte al miracolo, Rusconi, 1985, Mondadori, 1993
- La città sul monte, Rusconi, 1986
- Altare vuoto, Vallecchi, 1989
- Colloquio con Lorenzo, Ares, 1992
- Un filo di voce, Mondadori, 1993
- Premio letterario, Ares, 1994
- La vita aperta, Società Editrice Internazionale, 1995
- Il presidente e il filosofo, San Paolo, 1995
- Dialogo sull'aldilà con il figlio Lorenzo, Giunti Camunia, 1997
- La fatica della storia Ares, 1998
- La tua mano. Confessioni di uno scrittore, Paoline, 2000
- Storia di Elsa, Messaggero, 2001
- Francesco d'Assisi, il santo dell'amore e della poesia, postfazione di Claudio Leonardi, Paoline, 2001
- Monica, la madre di Agostino, donna di fede virile, Paoline, 2002
- Agostino. L'infaticabile ricercatore della Verità, Paoline, 2003
- Chiara d'Assisi : il ramoscello forte di Francesco, Paoline, 2003
- Il giudice. Mysterium iniquitatis, prefazione di Pier Luigi Vigna, nota critica d Giorgio Luti, Messaggero, 2004
- Nubifragio sull'isola, Ares, 2005
- Storia di Gesù. Tratti di vita e ritratti di umanità, prefazione di Angelo Scola, Paoline, 2005
- Conversione, ed. Mauro Pagliai, 2008
- Con te nella Resurrezione. Memoriale per un figlio, ed. Mauro Pagliai, 2008